# 扎奧澤爾內 (海尼切斯克區)
46°13′54″N 34°18′34″E / 46.23167°N 34.30944°E
扎奧澤爾內（烏克蘭語：Заозерне）是位於烏克蘭南部的村莊，由赫爾松州海尼切斯克區的新特羅伊茨凱市鎮負責管轄。該村始建於1907年，面積56.5平方公里，海拔高度4米，2001年人口212，人口密度每平方公里3.8人。